# Manoir des Portes
Le manoir des Portes est un manoir situé sur la commune de Bernières, en Seine-Maritime, en France. Le domaine fait l’objet d’une inscription au titre des monuments historiques en 1992.

## Historique
Le logis, la grange et l'emprise foncière du clos-masure sont inscrits au titre des monuments historiques le 12 novembre 1992.